# 礼和洋行

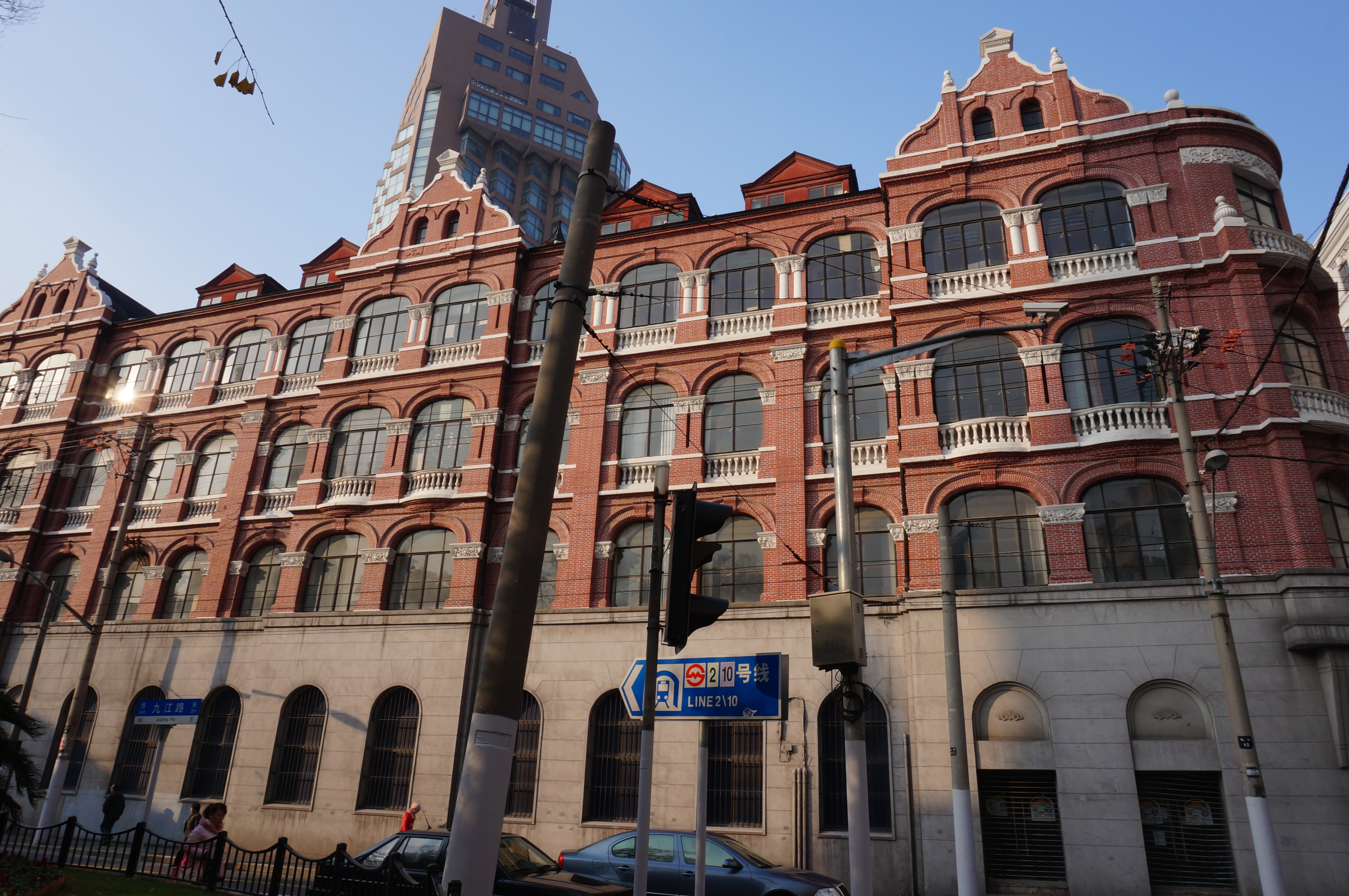
礼和洋行上海总行

礼和洋行(Carlowitz & Co.)曾是远东最著名的德资企业。

## 历史
1845年10月，普鲁士王国、萨克森王国驻广州首任领事巴甲威（Richard von Carlowitz，又译卡·佛慈）与在广州经商的德国人海谷德（Bernhard Harkort）合伙创办了礼和洋行（Carlowitz Harkort & Co.）。最初，礼和洋行主要代理轮船、保险业务。1855年海谷德退出回国，巴甲威独力接办，更名为“Carlowitz&Co．”。1866年进入香港，1877年进入上海，后来上海成为总行所在地。还在青岛（1902年，威廉街）、济南（1906年）、天津（1886年）、汉口（1891年）、沈阳、南京（1930年）等地设有分支机构。设在上海九江路（江西路255号）的总行建筑是1908年公共租界中最大的建筑。德国总部设在汉堡。
礼和洋行是汉堡轮船公司、德国克虏伯炼钢厂、蔡司光学器材厂以及美国古特立汽车轮胎及橡胶制品、“伊默克”化学原料、瑞典卜福斯炮厂、汉堡轮船公司等的代理商，以进口德国重型机械、精密仪器、铁路和采矿设备以及军火闻名。1931年至1937年，国民政府曾通过礼和洋行经手，从德国、瑞典订购巨额军火。